# 第八号海防艦
第八号海防艦（だいはちごうかいぼうかん）は、日本海軍の海防艦。第二号型海防艦（丁型）の4番艦。太平洋戦争を生き延び、戦後は復員輸送に従事した。

## 艦歴

### 計画-竣工-練成
マル戦計画の海防艦丁、第2701号艦型の4番艦、仮称艦名第2704号艦として計画。1943年10月20日、三菱重工業長崎造船所で建造番号952番船として仮称艦名第2705号艦と同時に起工。12月22日、第八号海防艦と命名されて第二号型海防艦の4番艦に定められ、本籍を佐世保鎮守府と仮定。
1944年1月11日、第10号海防艦と同日に進水。本艦は国民からの建艦献金の一部を建造費に充てたため、非公式に報國第三号海防艦と称された。22日、艤装員事務所が長崎海軍監督官事務所内で事務を開始。2月29日、第10号海防艦と同日に竣工し、本籍を佐世保鎮守府に、役務を佐世保鎮守府警備海防艦にそれぞれ定められ、呉防備戦隊に編入。基礎実力練成教育に従事。

### 1944年3月-12月 第一海上護衛隊/第一護衛艦隊
1944年3月25日、海上護衛総司令部第一海上護衛隊に編入。同日、佐伯から門司へ回航し、ヒ船団の一つのヒ57船団の編成を待つ。
4月3日、ヒ57船団（9隻）を護衛してシンガポールへ向け門司発。10日、サンジャックを出港したサタ17船団（3隻）と合同のためヒ57船団から単艦分離。11日、サタ17船団と合同し高雄へ向かう。18日、高雄着。20日、タモ17船団（24隻）を護衛して門司へ向け高雄発。27日、門司の手前で同船団から分離して佐世保へ向かう。28日から5月1日まで、佐世保海軍工廠で発電機の修理を行う。
5月2日、ミ船団の一つのミ03船団と合同のため佐世保発。6日、同船団から分離して基隆に入港。9日、テ05船団を護衛して基隆を出港し、10日高雄着。同日、引き続きテ05船団を護衛して楡林へ向け高雄発。14日楡林に到着したが、内地におけるボーキサイト集積量の見積もりに誤りがあったため、楡林での鉄鉱石の積み込みを中止し、復航テ06船団の発航も取りやめてホ01船団としてシンガポールへ向かう事になった。楡林での鉄鉱石の積み込みはマニラに在泊中の陸軍徴傭船を充当することになった。19日、ホ01船団を護衛してシンガポールへ向け楡林発。26日、シンガポールの港口に到達したところで今度はミシ02船団を出迎えるため第1号海防艦らと反転し、ミシ02船団と合同のうえ29日にシンガポールに入港した。
6月3日、復航のホ02船団（19隻）を護衛してシンガポール発。6日、第15号海防艦が被雷沈没。11日、中継地のマニラに入港。機械故障のためホ02船団から分離し、同日から23日までキャビテの第百三海軍工作部で入渠し、主機械の修理を行う。24日、マタ23船団を護衛して高雄へ向けマニラ発。26日、潜水艦制圧のため船団から分離。27日、マタ24船団と合同。28日、マタ24船団はヒンゲットに避泊し、本艦は対潜掃蕩を実施。
7月4日、マタ24船団は高雄着。12日、ミ06船団を護衛して門司へ向け高雄発。17日、門司着。佐世保へ回航し、18日から31日まで佐世保海軍工廠で訓令工事を実施。
8月1日、門司へ回航し、モタ22船団の編成を待つ。4日、モタ22船団（25隻）を護衛して門司発。途中基隆を経由して、12日左営沖に到着。17日、バタン島への物資輸送のため単艦で左営を出撃。パスコで物資を下ろし、20日高雄に入港。22日、タマ24船団（9隻）を護衛してマニラへ向け高雄発。25日、船団はアメリカ潜水艦群の攻撃によって損害を出したため、27日サンタクルスに退避。本艦は陸軍徴傭船玄海丸と満州丸を護衛するため単艦でサンタクルスを出撃し、29日両船とともにバサレン湾に入港。30日、船団は同湾を出港しピンケットへ、31日にはサンタクルスへ移動した。
9月1日、本艦はタマ24船団から離れ、玄海丸と満州丸を護衛して3日にマニラに入港。5日、マミ10船団（7隻）を護衛してミリへ向けマニラ発。7日、船団はエラン湾で仮泊。8日同地を出発し、11日ミリ着。15日、ミマ11船団（16隻）を護衛してマニラへ向けミリ発。本艦は17日、マニラ湾でミマ11船団から離れてオロンガポ近郊のホワイトロックへ回航。18日にはタラカンへ回航し、ここでミマ11船団と合同した。19日、引き続きミマ11船団を護衛してタラカン発。22日から25日までバギットに避泊。25日出港し、28日から30日までサンタクルスに避泊。30日、サンタクルスを出港。
10月1日、サンフェルナンドに入港。ミマ11船団の加入船の一部は、5日同地に入港してきたマタ28船団と合同。同日、マタ28船団に対して香港への退避命令が第一海上護衛隊司令部から出される。6日、本艦はマタ28船団を護衛して香港へ向けサンフェルナンド発。マタ28船団は出港直後から潜水艦の攻撃を受け続け、本艦は8日に被雷沈没した海軍徴傭船橘丸の遭難者を救助し、11日に香港着。19日、本艦はヒ76船団と合同のため楡林発。同船団と合同後内地へ向かう。27日、六連沖で船団から離れて佐世保へ回航。28日から11月7日まで、佐世保海軍工廠で修理と整備を行う。
11月8日、第9号海防艦とともに三池へ回航し、モマ07船団の編成を待つ。10日、モマ07船団（11隻）を護衛してマニラへ向け三池発。11日、五島列島大瀬崎沖で船団がアメリカ潜水艦群の攻撃を受けて損害を出したため、泗礁山へ退避。本艦は作業のため遭難現場に留まっていた仁洋丸を護衛して13日に嵊泗列島泗礁山に到着し、即日出撃して対潜掃蕩に従事。16日、引き続きモマ07船団を護衛して泗礁山発。途中三門湾を経由し、19日高雄に入港。モマ07船団はここで解列となった。本艦は23日、タマ32A船団を護衛してマニラへ向け高雄発。途中枋寮、ムサ、ラボック湾、サンフェルナンドで避泊を繰り返し、30日マニラ着。その後サンジャックへ回航。
12月8日、サンジャックを出港したミ26船団と合同し、同船団の護衛を行う。10日、第一海上護衛隊は第一護衛艦隊に改編。15日楡林、23日左営、26日馬祖島、28日泗礁山にそれぞれ寄港し、1945年1月1日、ミ26船団とともに門司着。2日佐世保へ回航し、3日から5日まで、佐世保海軍工廠で整備を行う。

### 1945年1月-8月 第二十二海防隊
1945年1月5日、第一護衛艦隊隷下に新編された第二十二海防隊に編入。10日、モタ31船団を護衛して門司発。同日、唐津湾で仮泊。11日、モタ31船団は事故のため発航取りやめとなり、本艦は佐世保へ帰投。12日、特設運送船辰春丸を六連まで護衛。13日佐伯へ回航し、17日まで同地で訓練に従事。18日、門司へ回航。24日、第二十二海防隊（第66号海防艦欠）はヒ89船団（2隻）を護衛して門司発。25日鷲紅湾、27日七洋口にそれぞれ避泊し、2月1日中継地の楡林に入港。
2月2日、第二十二海防隊は引き続きヒ89船団を護衛してシンガポールへ向け楡林発。途中サイゴンを経由。7日、特務艦針尾が機関故障を起こしたため本艦が針尾に付き添い、船団本隊に1日遅れの9日にシンガポール着。15日、第二十二海防隊は復航ヒ90船団（2隻）を護衛してシンガポール発。船団は道中で1隻が撃沈されたためカナ錨地、パンフォン湾、泗礁山で避泊を繰り返し、3月4日門司着。
3月6日から18日まで第二十二海防隊諸艦は佐世保海軍工廠第二船渠に入渠し、修理を行う。20日、第二十二海防隊は門司、次いで伊万里へ回航。22日、第二十二海防隊は寶昭丸船団（寶昭丸）を護衛して楡林へ向け伊万里発。22日、鎮海湾に入港。24日、加徳水道で第百一戦隊（鵜来、大東、第27号海防艦）が護衛してきたシモ01船団と合同し、同日門司着。寶昭丸の護衛は第百一戦隊に引き継ぐ。25日、第二十二海防隊は潜水艦撃滅を目的としたAS3作戦に参加することとなった。第二十二海防隊は軍隊区分第三哨戒部隊に配され、泗礁山周辺で対潜掃蕩に従事。31日、AS3作戦部隊の隊内区分第十五掃蕩隊に配置。5月下旬までAS3作戦に従事。
4月25日、第二十二海防隊に鵜来、大東、竹生、崎戸、対馬が編入。28日、本艦はシモ02船団と合同し、これを護衛して29日六連着。同日、本艦は第二十二海防隊の隊内区分第四小隊に配置。以後黄海、日本海で船団護衛と対潜掃蕩に従事。
終戦時は大湊に所在。戦後佐世保に回航。8月25日、佐世保鎮守府第一予備海防艦に定められる。
なお、各海防艦が艦橋前に装備した三式迫撃砲は1945年5月頃に撤去の訓令が出されていたが、本艦については佐世保海軍軍需部に提出した兵器還納目録に八糎迫撃砲の記載があり、終戦時まで迫撃砲を装備していたことが判明している。

### 戦後 復員輸送
1945年10月5日、復員輸送に使用するため除籍され、帝国艦船特別輸送艦と呼称。佐世保-フィリピン-呉の航海を始めとして復員輸送に従事。
12月1日、第二復員省の開庁に伴い、佐世保地方復員局所管の特別輸送艦に定められる。20日、艦名を海第八号と呼称。
1946年9月7日、特別保管艦に指定され、佐世保特別保管艦艇第六保管群に配される。
1947年7月1日、イギリスに対する第一次賠償艦引渡しのため佐世保を出港。16日、海第八号は特別輸送艦の定めを解かれ、シンガポールでイギリスに引き渡された。その後解体。

## 第八号海防艦長/海第八号艦長
艤装員長
1. 川本源蔵 少佐：1944年1月15日 - 1944年2月29日

海防艦長/艦長
1. 川本源蔵 少佐：海防艦長 1944年2月29日 - 1945年3月25日
2. 仁平仁作 大尉/少佐：1945年3月25日 - 1945年11月10日
3. 谷川清登 少佐：1945年11月10日 -
4. 柴正文 復員事務官：艦長 1946年6月21日 - 1946年9月25日
5. 西野繁 復員事務官：1947年3月15日 - 1947年7月16日[注釈 6]